# Фекей (Вилча)
Фекей (рум. Făcăi) — село у повіті Вилча в Румунії. Адміністративно підпорядковане місту Окнеле-Марі.
Село розташоване на відстані 160 км на північний захід від Бухареста, 7 км на захід від Римніку-Вилчі, 92 км на північний схід від Крайови, 121 км на південний захід від Брашова.

## Населення
За даними перепису населення 2002 року у селі проживали 15 осіб, усі — румуни. Усі жителі села рідною мовою назвали румунську.